# Tanganoides harveyi
Tanganoides harveyi is een spinnensoort uit de familie Desidae. De soort komt voor in Victoria.